# Beeldenpark Leidsche Rijn
Beeldenpark Leidsche Rijn is een beeldenpark in het Park Leidsche Rijn in de Vinex-wijk Leidsche Rijn in Utrecht dat werd geopend in 2009. Het is het afscheidsproject van Stichting Beyond. Het beeldenpark is gebaseerd op het boek Mogelijkheid van een eiland van Michel Houellebecq.

## Stichting Beyond

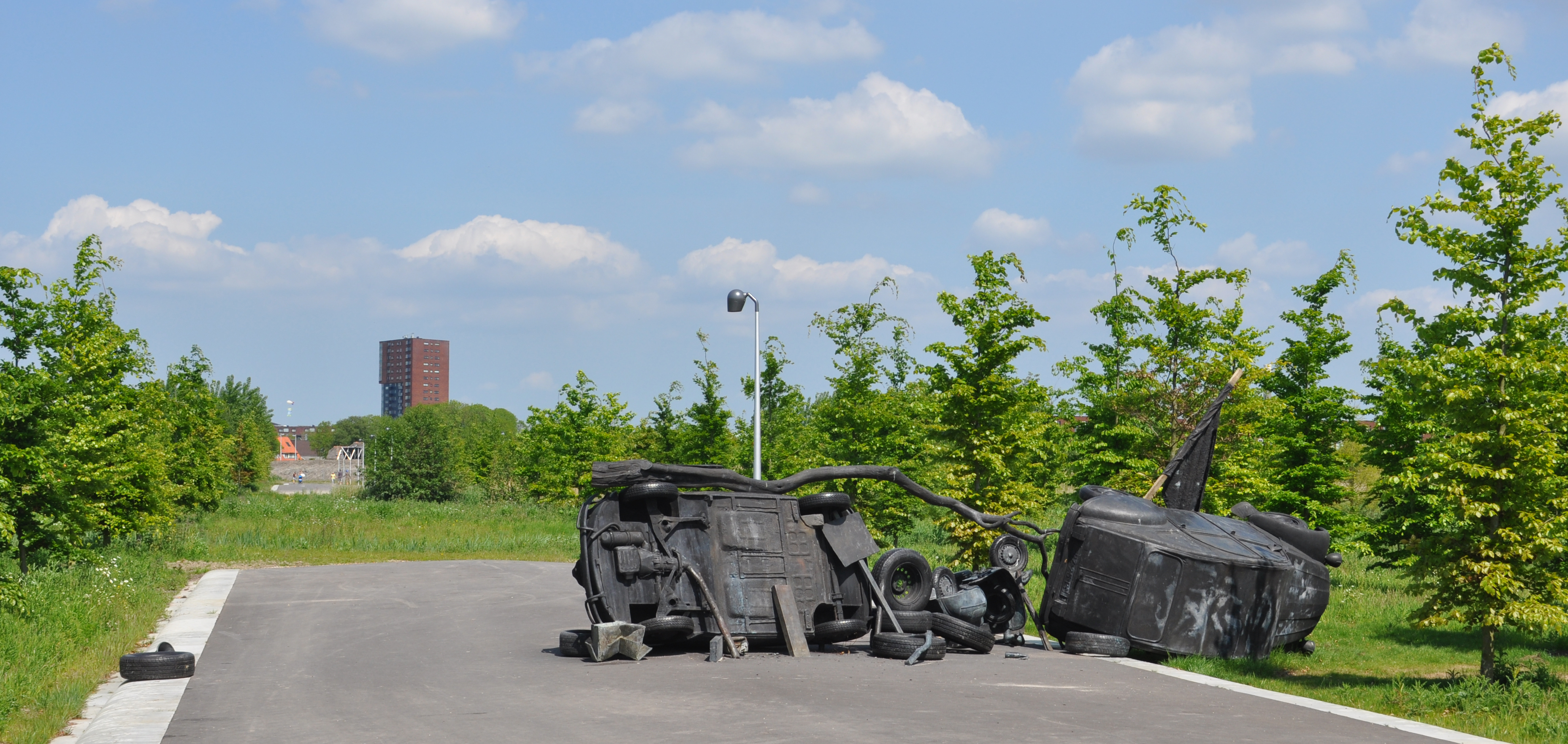
"Barricade" door Fernando Sánchez Castillo

Stichting Beyond werd in 2001 opgericht na opdracht van de gemeente Utrecht. Het is bedacht door Peter Kuenzli, oud-directeur projectbureau Leidsche Rijn en Jan van Grunsven, Bernard Colenbrander, Tom van Gestel, Govert Grosfeld en Mariëtte Dölle. Het had als doel te anticiperen op de opbouw van een Vinex-wijk met behulp van kunst. Dat betekende dat men in de loop van de totstandkoming van de wijk met culturele evenementen en uitingen kwam die op dat moment van toepassing waren. Zo ontstond Parasites, mobiele experimentele architectuur die men op braakliggende terreinen kon plaatsen. deze braakliggende terreinen werden soms ook tijdelijk door Beyond gekocht, zogenaamde Witte vlekken. Twee gebouwen uit dit project zijn nog steeds te bewonderen, Het Gebouw van Stanley Brouwn en Bertus Mulder en Paperdome van Shigeru Ban. Op de rotonde Koehoornplein (vlak over de A2) stond vanaf 2006 tijdelijk een verzameling beeldhouwwerken uit de collectie van de Gemeente Utrecht. De verzameling, genaamd Roulette, werd afwisselend samengesteld door kunstenaar Manfred Pernice tot aan 2009. Toen voegde Pernice ook een kunstwerk van hem zelf toe. Alleen een deel van het kunstwerk van Jos Wong Lun Hing blijft permanent achter.

## Collectie
1. William Speakman: Wood Chapel
2. Daniel Roth: Anonieme monumenten
3. Mathilde ter Heijne: Rituele Depositie
4. Lucas Lenglet: Observatorium
5. Fernando Sánchez Castillo: Barricade (2009)[3]
6. Rob Voerman: zonder titel
7. Zilvinas Landzbergas: zonder titel

## Galerie

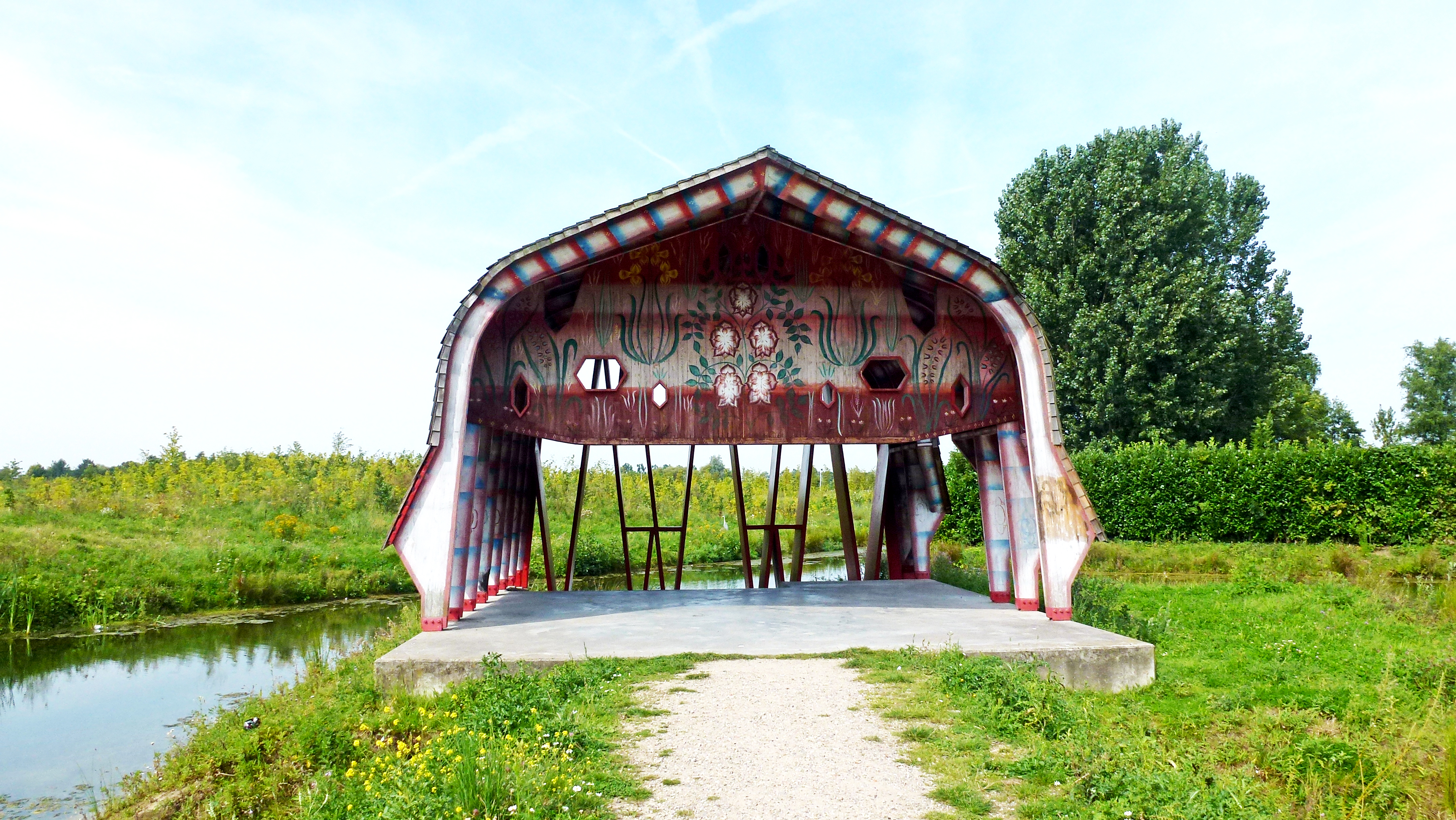
Wood Chapel van William Speakman en Gijs Frieling
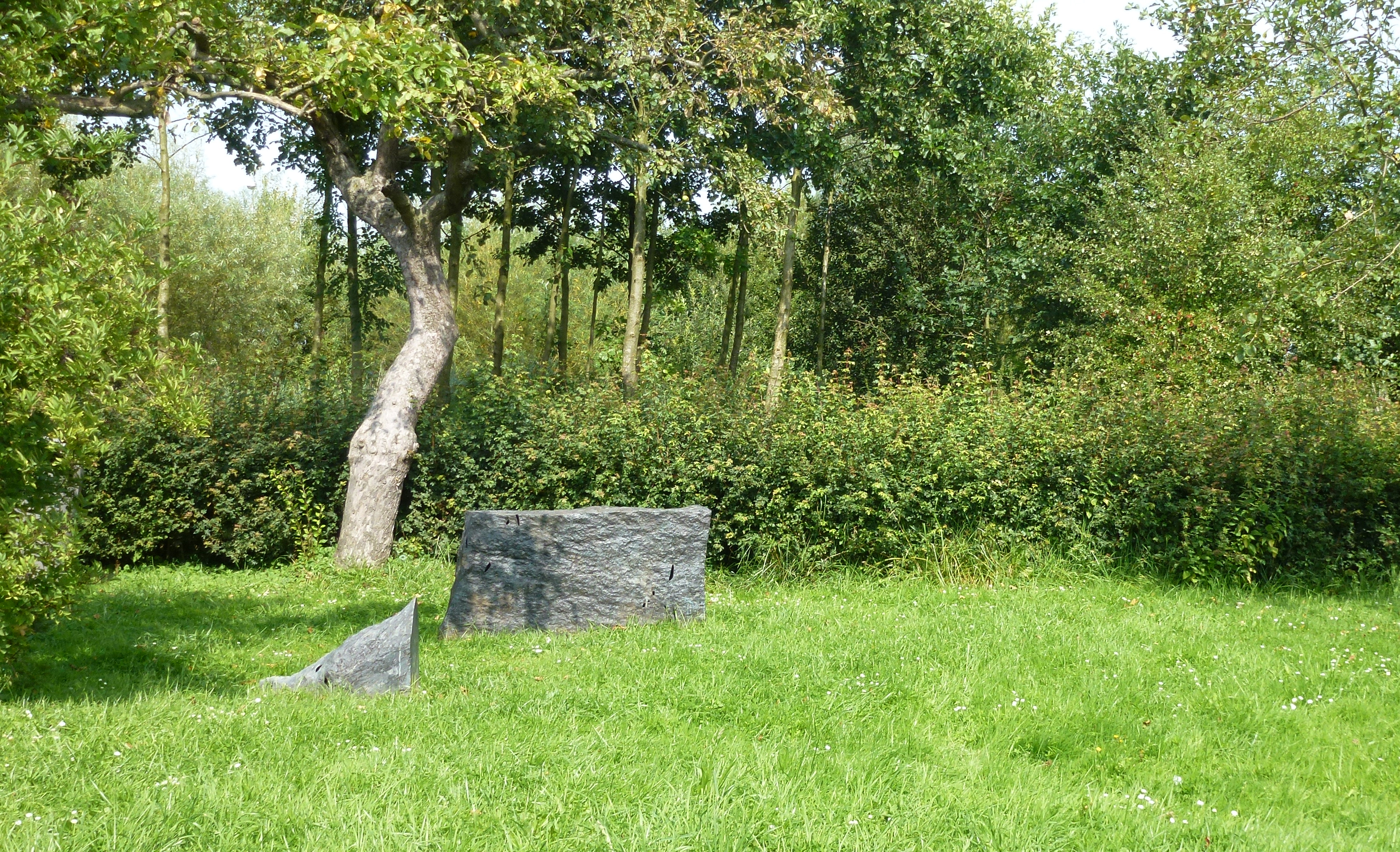
Anonieme Monumenten van Daniel Roth
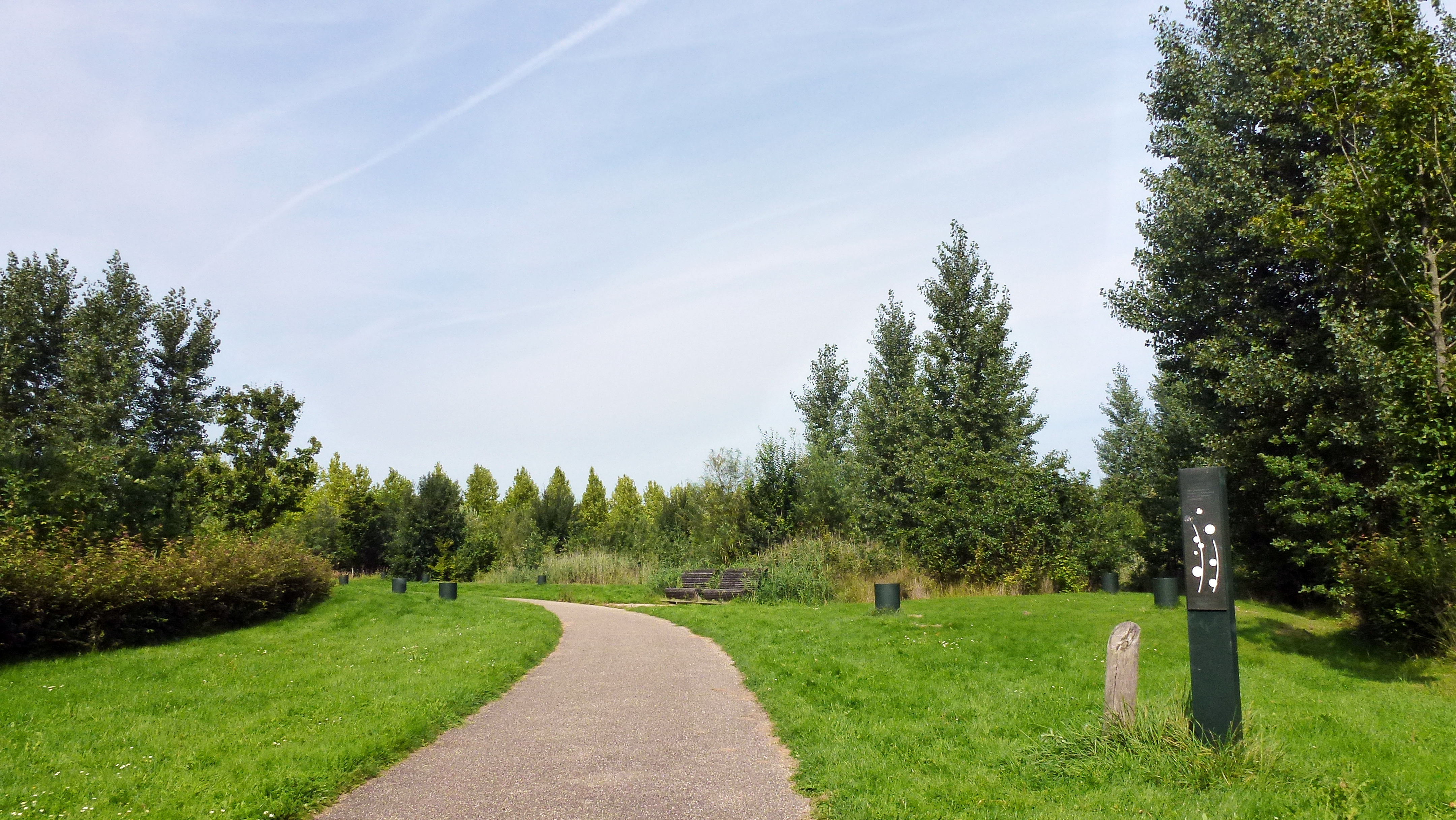
Rituele Depositie  van Mathilde ter Heijne
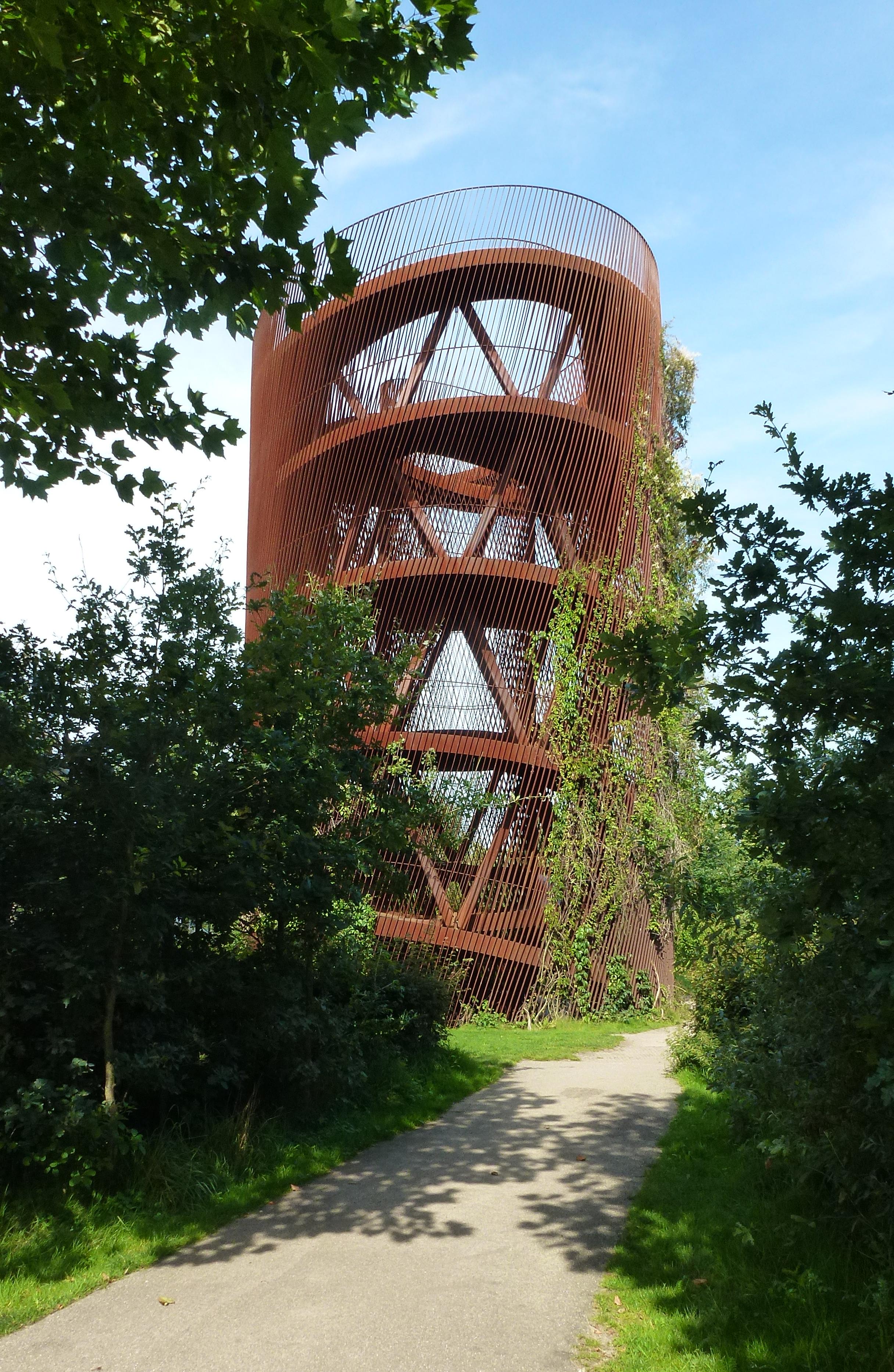
Observatorium van Lucas Lenglet
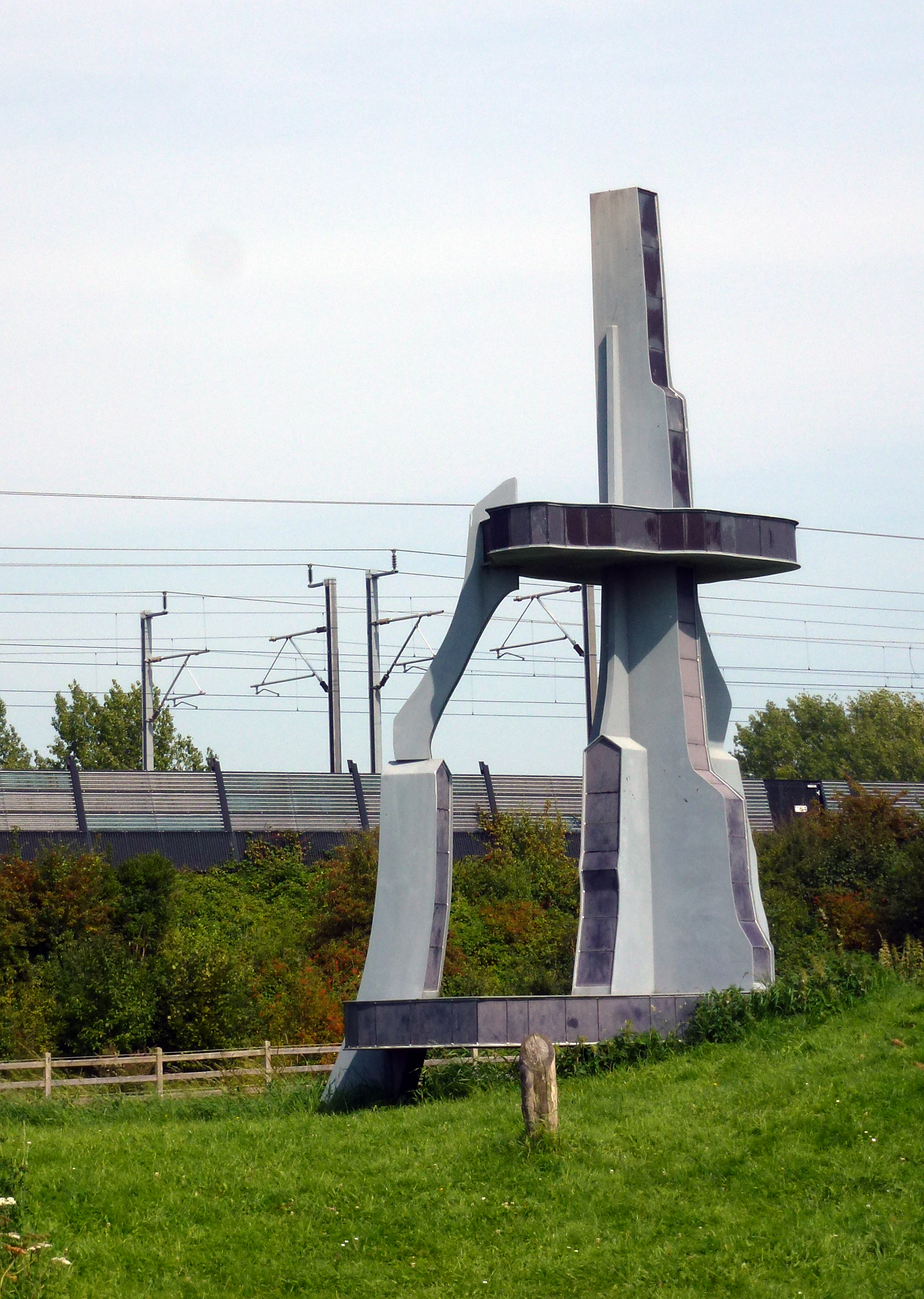
Zonder titel van Rob Voerman
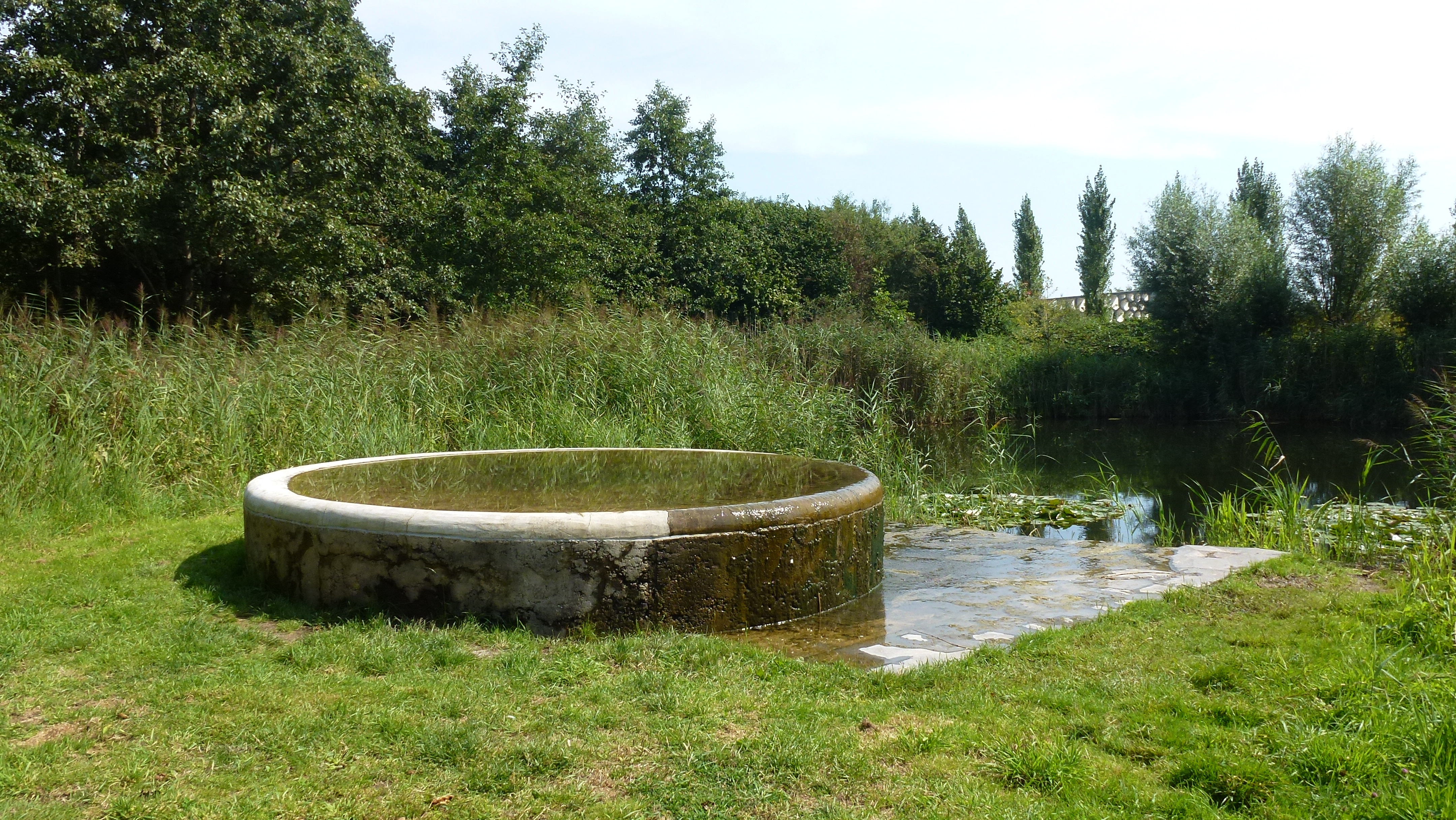
Zonder titel van Zilvinas Landzbergas